# Soslan Džanaev
Soslan Totrazovič Džanaev, talvolta traslitterato anche come Soslan Dzanajev o Soslan Djanaev (in russo Сослан Тотразович Джанаев?, trasl. angl.: Soslan Totrazovich Dzhanayev; Vladikavkaz, 13 marzo 1987), è un ex calciatore russo, di ruolo portiere.